# Dangerous Lies
Dangerous Lies är en amerikansk thrillerfilm från 2020. Filmen är regisserad av Michael Scott baserat på manus skrivet av David Golden.
Filmen hade svensk premiär på Netflix den 30 april 2020.

## Handling
Filmen handlar om Katie som vårdar en gammal rik man. När mannen dör lämnar han helt oförväntat hela sin förmögenhet till Katie. Pengarna drar in henne i ett liv där hon inte längre vet vem hon ska lita på.

## Rollista (i urval)
- Camila Mendes - Katie Franklin
- Jessie T. Usher - Adam Kettner
- Jamie Chung - Julia Byron-Kim
- Cam Gigandet - Mickey Hayden
- Sasha Alexander - Detektiv Chesler
- Elliott Gould - Leonard Wellesley